# トポス (ディスカウントストア)

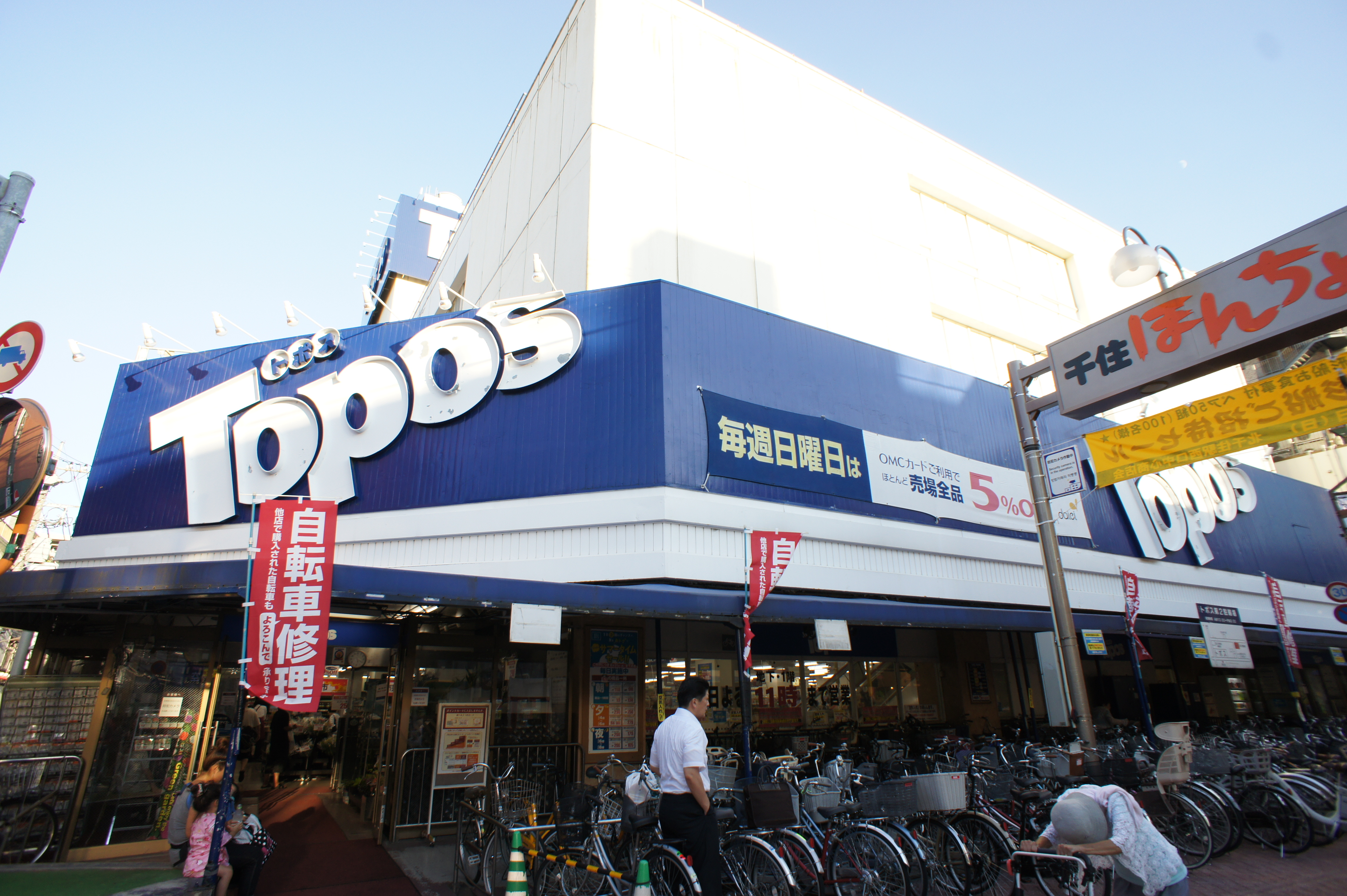
最後まで営業していたトポス北千住店

トポス（英称:Topos）は、株式会社ダイエーがかつて運営していたディスカウントストアの店舗ブランドである。

## 概要

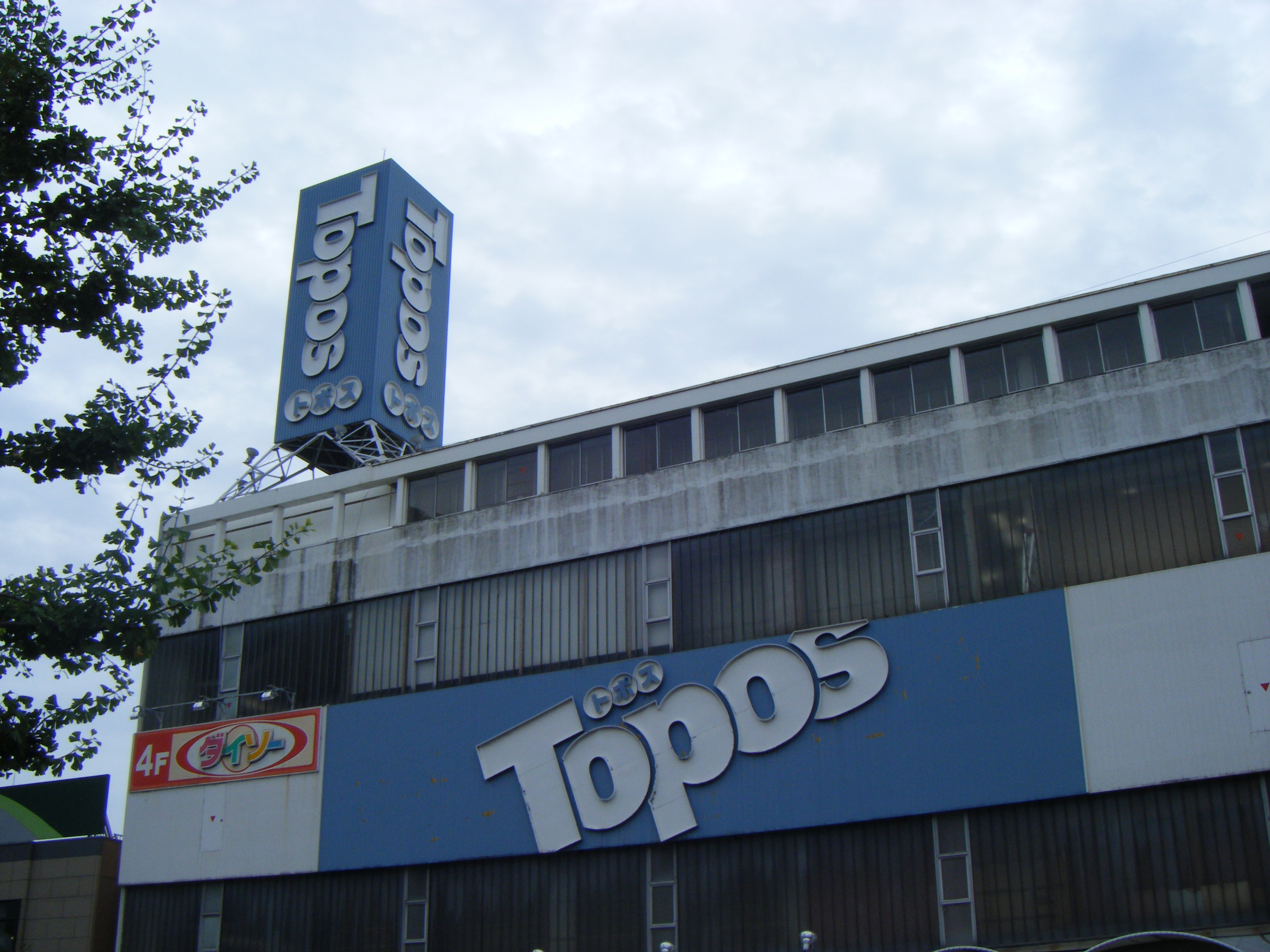
トポス尼崎店（2010年2月閉店）

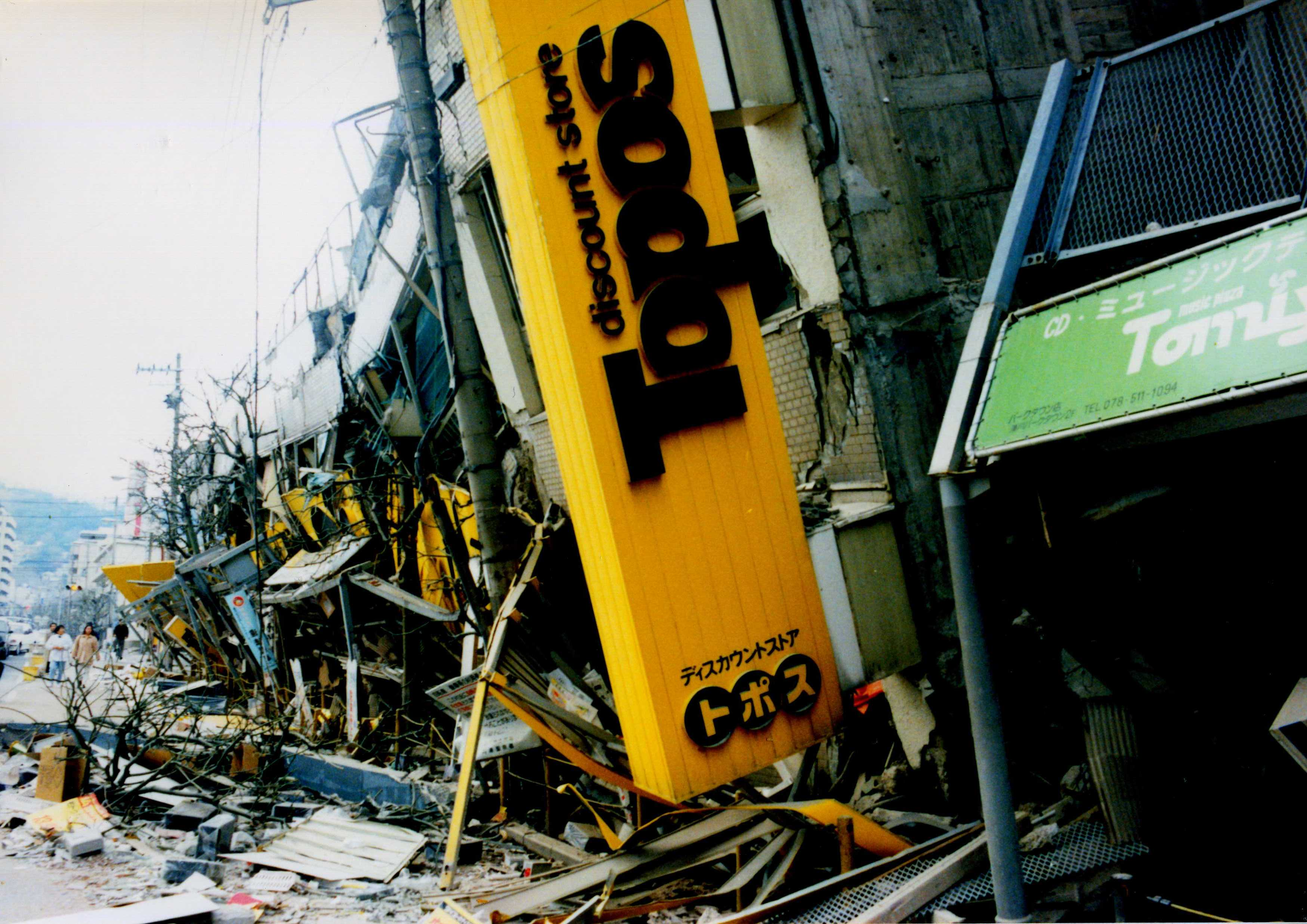
阪神・淡路大震災で店舗が倒壊し、閉店となった東山店（神戸市）

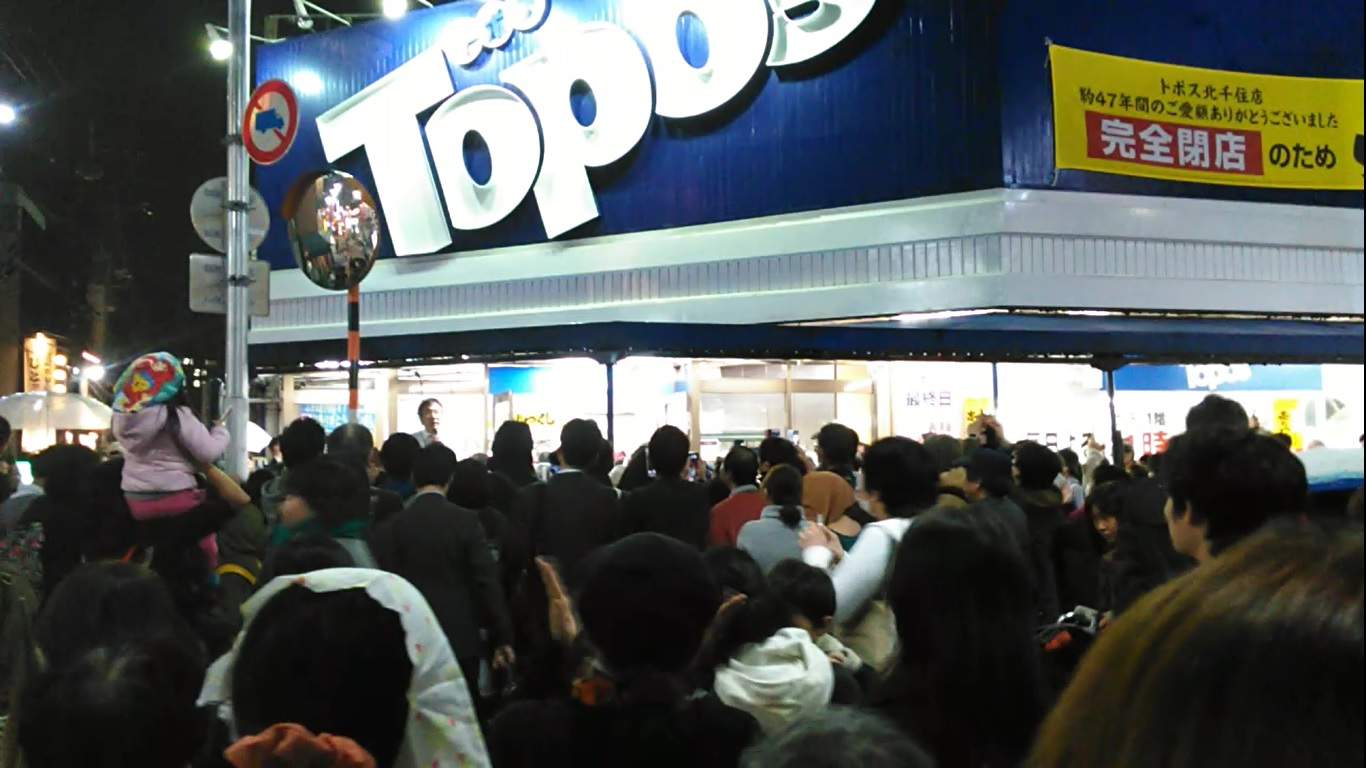
2016年11月トポス北千住店閉店時の様子

### 業態の発足
1970年代後半から日本では物不足がなくなっていき、単に商品を棚や店頭に並べただけでは売れなくなっていった。そこでダイエーは、ディスカウント業態への参入を決定した。1970年代末から1980年代初頭にかけて、トポス、Dマート、ビッグ・エーのディスカウント業態が開始されている。
このうち「トポス」は都市型業態として、ダイエーの既存店舗のうち、駅前や商店街に出店する多階層で駐車場の少ない店舗や、ダイエーの近隣店舗と差別化すべき店舗を対象として業態転換していった。トポス1号店は1980年3月1日に開店した岡山県の柳川店（旧：ダイエー柳川店）で、柳川店は1978年11月に近くの岡山駅前に開店したダイエー岡山店（2005年11月30日閉鎖）との競合を避ける狙いがあった。
業態転換後の初年度売上伸び率は驚異的で、1号店の柳川店を出店した1980年には1兆円の売上を達成、1987年3月転換の藤沢店（神奈川県）は2.3倍（59億円→134億円）となり、転換後3、4年で転換前の2、3倍になる店舗も少なくなかった。例として柳川店、徳山店、福山店、町田店が挙げられる。
しかし1990年頃から売上が低迷し、駐車場の少なさや店舗の老朽化も相まって順次店舗を閉鎖した。この売上低迷は、2 - 3割安い商品を無理して買い付け、商品の品質を落としていたことが原因とされる。そのため、1991年から1992年にかけて新規出店を停止し、当時の副社長であった中内潤をリーダーとしてディスカウントストア (DS) への意識改革を進めていった。1992年に鶴見店と高槻店で商品の総合スーパー (GMS) からの絞込み仕入れ方式による営業実験を行ったところ、効果が絶大であったため、トポス全店でオペレーションの見直しを行った。この商品の絞込み仕入れによる商品の選定のほか、インテリア部門の3 - 4割カットを行った。

### 特徴
店舗の特徴は、当初は倉庫型で段ボールに商品を積み什器を極力使わなかったほか、店内のカラースキームを黄色と黒の2色に統一、買物袋は有料（1枚5円。後に10円）、営業時間は一部店舗を除き午前11時 - 午後7時（1990年代前半まで）とダイエーのGMSより1 - 2時間短く設定した。また当時グループ企業だったOMCカード以外のクレジットカードは使用不可とした。これらによりローコストオペレーションを実施した。
展開末期には売上低迷による商品構成の見直しにより、ダイエーと同様のゼネラルマーチャンダイズストア（GMS）となったため、看板やチラシからはディスカウントストアの表記が消されていたが、ダイエーグループ商品券の説明（2012年時点）ではディスカウントストアと表記されていた。また、ロゴマークも「ディスカウントストア」が外され、カラースキームも紺色に変更されていた。

### 業態の終焉
2005年12月1日、ダイエーのシンボルマーク（社章）変更に伴う合理化策の一環として、2007年までにトポス全店をダイエーへ業態転換する予定であった。2006年に入り、立川店（東京都立川市。2014年2月28日閉店）、藤沢店（神奈川県藤沢市。2010年閉店→建て替え→2011年営業再開）、古川橋店（大阪府門真市。2010年3月31日閉店）、西新店（福岡県福岡市早良区。2016年5月31日閉店）がダイエーに業態転換し、開店当初のダイエー店舗に戻った。一方で野毛店（神奈川県横浜市。2007年1月7日閉店）、鶴見店（神奈川県横浜市。2008年4月30日閉店）、尼崎店（兵庫県尼崎市。2010年2月28日閉店）はダイエーへ転換せずトポスのまま閉店している。
最後の店舗であった北千住店（東京都足立区）が、2016年11月14日をもって閉店。これにより、36年続いたトポスブランドは消滅した。

トポスの展開終了後も、売上が減少した既存店舗をディスカウント業態へ転換するというスタイルは他社へ波及し、競合企業のイトーヨーカ堂（セブン&アイ・ホールディングスグループ）が2008年から「ザ・プライス」としてディスカウント業態に本格参入している。

### 派生ブランド
トポスはダイエー内のみならず、他会社に技術やノウハウを付与し、多数の会社でディスカウントストア業態を開花させる役割も担った。
- ニューセイフー（セイフー）
  - トポスのノウハウにより展開させていたブランド。
- ショッカー（十字屋）
  - こちらもトポスのノウハウを提供され展開していたブランド。

## 店舗一覧
| 店舗名        | 所在地                     | 業態転換日     | 閉店日                           | 備考 |
| ------------- | -------------------------- | -------------- | -------------------------------- | --- |
| 一宮店        | 愛知県一宮市               | 1989年11月11日 | 1992年6月30日                    | |
| 郡山店        | 福島県郡山市               | 1989年6月10日  | 1994年11月30日                   | |
| 東山店        | 兵庫県神戸市               | 1981年3月7日   | 1995年1月17日                    | 兵庫県南部地震（阪神・淡路大震災）による店舗倒壊により閉店 |
| 佐賀店        | 佐賀県佐賀市               | 1982年4月28日  | 1995年2月28日                    | ユニード佐賀店より業態転換 |
| 鳴門店        | 徳島県鳴門市               | 1989年3月18日  | 1995年8月31日                    | ダイエーハトヤから業態転換 |
| 町田店        | 東京都町田市               | 1983年10月22日 | 1996年11月12日                   | ダイエー系パソコン専門店「メディアバレー」に業態転換 |
| 久米田店      | 大阪府岸和田市             | 1983年3月5日   | 1998年11月20日                   | |
| 鳥取店        | 鳥取県鳥取市               | 1989年10月10日 | 1998年11月30日                   | |
| 羽村店        | 東京都羽村市               | 1994年3月1日   | 1998年11月30日                   | 忠実屋→ダイエー→トポス→マンションとビジネスホテル |
| 安城店        | 愛知県安城市               | 1993年         | 1998年                           | |
| 八尾店        | 大阪府八尾市               | 1990年         | 1998年                           | 旧・サカエ店舗からの業態転換 |
| 上尾店        | 埼玉県上尾市柏座3          | 1994年3月1日   | 1998年末                         | （忠実屋→トポス→マンション） |
| 熊本店        | 熊本県熊本市               |                | 2014年5月11日                    | 当時、城屋ダイエー（熊本城屋）の別館のようなものであった。 1995年9月1日に城屋ダイエーからダイエー熊本下通店へリフレッシュオープンを機に閉店。 家電製品などは新しくなった熊本下通店で取り扱うようになった。閉店後はダイエー従業員が使用する建物（事務所）となっていた。 また、1階部分は催事場として使用することもあった。ダイエー熊本下通店に再転換後、閉店し解体済み。 |
| T・ナンカイ店 | 愛媛県(旧)西条市           | 1991年         | 1999年5月31日                    | |
| 姫路駅前店    | 兵庫県姫路市               | 1980年10月25日 | 1999年6月13日                    | |
| 八木店        | 奈良県橿原市               | 1993年         | 1999年6月30日                    | |
| 川口店        | 埼玉県川口市               | 1982年6月5日   | 1999年10月31日                   | |
| 甲府店        | 山梨県甲府市               | 1989年9月9日   | 1999年11月14日                   | 甲府銀座ビル |
| 富士吉田店    | 山梨県富士吉田市           | 1994年3月1日   | 1999年12月31日                   | 忠実屋→トポス |
| 高槻店        | 大阪府高槻市               | 1988年10月8日  | 2000年10月31日                   | |
| 徳山店        | 山口県徳山市〔現・周南市〕 | 1981年10月24日 | 2001年1月31日                    | |
| 黒崎店        | 福岡県北九州市             | 1982年10月23日 | 2001年1月31日                    | トポス→アパンダ→エルザパーク熊手新天街（コインパーキング） |
| 福山店        | 広島県福山市               | 1986年4月12日  | 2001年12月ダイエーに再転換後閉店 | |
| 静岡店        | 静岡県静岡市               | 1994年         | 2001年5月6日                     | ライフランド静岡（セイフー傘下）から業態転換 |
| 高辻店        | 愛知県名古屋市             | 1993年7月      | 2002年3月31日                    | |
| 茨木店        | 大阪府茨木市               | 1989年3月18日  | 2002年5月31日                    | |
| 柳川店        | 岡山県岡山市               | 1980年3月1日   | 2004年8月31日                    | |
| 千林店        | 大阪府大阪市               | 1984年5月2日   | 2005年10月31日                   | かつてダイエー1号店（千林駅前店）および本社機能が近隣にあった |
| 野毛店        | 神奈川県横浜市             | 1988年11月12日 | 2007年1月7日                     | |
| 鶴見店        | 神奈川県横浜市             | 1986年9月6日   | 2008年4月30日                    | |
| 尼崎店        | 兵庫県尼崎市               | 1982年3月6日   | 2010年2月28日                    | 近隣にダイエー三和店、出屋敷店（三和店が移転）があった。 建物は閉店後の改装により、2010年11月に大阪府を基盤とするスーパー玉出の兵庫県第一号店舗が入居した。 この店舗の閉店により、トポスは北千住店のみとなった。 |
| 北千住店      | 東京都足立区               |                | 2016年11月14日                   | 最後のトポス店舗。 建物は再開発のため解体され、商業施設併設の高層マンション「千住ザ・タワー」が建設され、1階の商業施設には2021年2月に東武ストア北千住店がオープンした。 |